# Crambe santosii
Crambe santosii is een overblijvende plant uit de kruisbloemenfamilie (Brassicaceae), die endemisch is op het Canarische eiland La Palma.

## Naamgeving enetymologie
- Synoniemen: Crambe gigantea (Ceballos & Ortuño) Bramwell, Cambre strigosa var. gigantea
- Spaans: Colderrisco gigante

De botanische naam Crambe is afgeleid van het Oudgriekse krambē (κράμβη), een soort kool. De soortaanduiding santosii is een eerbetoon aan de Spaanse botanicus Arnoldo Santos Guerra (1948).

## Kenmerken
C. santosii is een overblijvende, kruidachtige plant, die tot 4 m hoog wordt. De bladeren zijn tot 50 cm lang, gesteeld, onbehaard, ellipsvormig met hartvormige bladvoet en een gekartelde bladrand. De grootte van de plant en de bladeren maakt het onderscheid met andere kruisbloemigen eenvoudig.
De bloeiwijze is een ijle bloemtros met witte tot lichtpaarse, kelkvormige, viertallige bloemen.

## Habitaten verspreiding
C. santosii komt enkel voor in het Laurisilva of laurierbos, vooral op open plaatsen in het bos.
De plant is endemisch op het Canarische eiland La Palma. Waarnemingen in La Gomera zijn mogelijk te wijten aan verwarring met de zustersoort Cambre strigosa.

## Bedreigingen en bescherming
Het areaal van de plant is beperkt tot zo'n 20 km² in het noorden en noordoosten van het eiland. De achteruitgang van zijn habitat, omwille van de houtkap, is de laatste 50 jaar gestopt, waardoor deze soort momenteel niet meer bedreigd wordt.
... · 
C. cordifolia · 
C. maritima (Zeekool) · 
C. santosii · 
...